# Jon Pertwee
John Devon Roland „Jon” Pertwee (ur. 7 lipca 1919 w Londynie, zm. 20 maja 1996 w Timber Lake) – brytyjski aktor, znany m.in. z roli trzeciego Doktora z serialu Doktor Who oraz głównej roli w serialu dziecięcym Worzel Gummidge.
Był kuzynem Billa Pertwee – brytyjskiego aktora komediowego. Jego syn – Sean Pertwee – również został aktorem.

## Życiorys
Był synem brytyjskiego aktora i scenarzysty, Rolanda Pertwee. Kształcił się m.in. we Frensham Heights School, Rowledge i Sherborne School. Z wielu szkół został wydalony, m.in. z Royal Academy of Dramatic Art, gdzie został oskarżony o pisanie graffiti na ścianach w toalecie.
Podczas II wojny światowej, Pertwee został oficerem British Department of Naval Intelligence, gdzie pracował m.in. z Ianem Flemingiem.
Po wojnie zaangażował się jako aktor komediowy w audycjach radiowych, a następnie w teatrze i telewizji. Jego pierwsze role telewizyjne były związane głównie z tematyką dziecięcą. Jedną z najbardziej rozpoznawalnych ról, jaką odgrywał, była rola trzeciego wcielenia Doktora – głównego protagonisty serialu Doktor Who. Angaż otrzymał po tym, jak Ron Moody zrezygnował z propozycji objęcia roli Doktora. Wystąpił w 5 sezonach tego serialu w latach 1970-1974, co łącznie składa się łącznie na 128 odcinków. Po swoim oficjalnym odejściu powrócił jeszcze do roli dwukrotnie, w roku 1983 w historii The Five Doctors i w 1993 w historii Dimensions in Time.
Jego inną rozpoznawalną rolą była tytułowa postać w serialu dla dzieci Worzel Gummidge. Serial powstał na podstawie książki Barbary Euphan Todd i emitowano go na kanale ITV w latach 1979-1981. Po zakończeniu emisji serialu Pertwee sam organizował kontynuacje m.in. produkcja Worzel Gummidge Down Under emitowana na kanale Channel 4 w latach 1982-83. W 1995, na 40. rocznicę powstania ITV, przygotował koncert i album Worzel Gummidge Sings oraz singel świąteczny.
W 1995 zagrał generała Von Kramera w jednym z filmów serii Kroniki młodego Indiany Jonesa.
Zmarł na atak serca 20 maja 1996 roku na jeziorze Timber w hrabstwie Fairfield w stanie Connecticut w wieku 76 lat. Jego następca w roli Doktora, Tom Baker na wieść o jego śmierci powiedział: „Jest mi bardzo przykro słyszeć te wiadomości. Byłem wielkim wielbicielem tak stylowego aktora”. Inny jego następca, Colin Baker powiedział o nim: „Był człowiekiem o takiej prezencji i postawie... Nie mogę uwierzyć, że upadł – jest to wielki szok. Spośród wszystkich interpretacji Doktorów, jego [Doktor] był najprostszy pod względem unikania komedii”. Jego ciało zostało skremowane i pochowane, a do trumny została przymocowana zabawka Worzela Gummidge’a, zgodnie ze wskazówkami, jakie napisał on w testamencie.
Pertwee jest autorem dwóch autobiografii: Moon Boots and Dinner Suits (opublikowana w 1984 roku), w której opisuje swoje życie przed otrzymaniem roli Doktora Who oraz Doctor Who: I Am the Doctor – Jon Pertwee’s Final Memoir, pamiętnik pisany w okresie od kwietnia 1995 do 8 maja 1996, w którym wspominał czas spędzony na planie serialu.

## Filmografia
Źródło:
- 1938 – A Yank at Oxford
- 1939 – The Four Just Men
- 1946 – Toad of Toad Hall
- 1946 – Trouble in the Air
- 1948 – A Piece of Cake
- 1948 – William Comes to Town
- 1949 – Murder at the Windmill
- 1949 – Helter Skelter
- 1949 – Dear Mr. Prohack
- 1950 – Miss Pilgrim's Progress
- 1950 – The Body Said No!
- 1951 – Mister Drake's Duck
- 1953 – Will Any Gentleman...?
- 1954 – The Gay Dog
- 1955 – A Yank in Ermine
- 1956 – It's a Wonderful World
- 1959 – The Ugly Duckling
- 1960 – Just Joe
- 1960 – Not a Hope in Hell
- 1961 – Nearly a Nasty Accident
- 1964 – Kleopatro do dzieła
- 1965 – Runaway Railway
- 1965 – You Must Be Joking!
- 1965 – I've Gotta Horse
- 1965 – Kowboju do dzieła
- 1966 – Carry On Screaming!
- 1966 – Zabawna historia wydarzyła się w drodze na forum
- 1969 – Up in the Air
- 1971 – The House That Dripped Blood
- 1975 – One of Our Dinosaurs Is Missing
- 1977 – Wombling Free
- 1977 – Adventures of a Private Eye
- 1977 – No. 1 of the Secret Service
- 1978 – Wodne dzieci
- 1982 – The Boys in Blue
- 1990 – The Airzone Solution
- 1992 – Carry On Columbus
- 1994 – Cloud Cuckoo
- 1995 – Kroniki młodego Indiany Jonesa